# Beaumont (auteur)
Pour les articles homonymes, voir Gómez, Segura et Beaumont.
Beaumont, pseudonyme d’Angel Julio Gómez de Segura (1922-1994) est un auteur de bande dessinée espagnol. Actif aussi bien dans un style réaliste qu'humoriste, il est notamment connu pour ses histoires d'El Capitán Trueno.